# Antrophyum callifolium
Antrophyum callifolium là một loài dương xỉ trong họ Pteridaceae. Loài này được Blume mô tả khoa học đầu tiên năm 1828.